# Hudaýberdi Orazow
Hudaýberdi Orazow (auch Chudaiberdy Orasow; * 1951 in Daşoguz, Turkmenische SSR, Sowjetunion) ist ein turkmenischer Politiker, ehemaliger Zentralbankchef Turkmenistans und ehemaliger stellvertretender Ministerpräsident.

## Berufliche Laufbahn
Hudaýberdi Orazow studierte Volkswirtschaftslehre in Aşgabat an der Turkmenischen Staatsuniversität sowie in Moskau. Danach arbeitete er bei der zentralen Behörde für die Preispolitik der sowjetischen Planwirtschaft ("Goskomzen") und bei der Wirtschaftsabteilung des Zentralkomitees der Kommunistischen Partei der Sowjetunion. Ab 1988 war er stellvertretender Leiter der Tochtergesellschaft der staatlichen Schilsozbank in Turkmenistan. Ab 1990 leitete er die Turkmenistan-Bank, ab 1992 die staatliche turkmenische Außenhandelsbank. Von 1993 bis 1999 war er Zentralbankchef und danach bis ins Jahr 2000 als stellvertretender Ministerpräsident für Wirtschaftsfragen zuständig.

## Konfrontation mit dem Regime
Orazow war, nach seiner Karriere als Zentralbankchef und stellvertretendem Ministerpräsidenten, im beschuldigt worden, Gelder aus einem Landwirtschaftsdarlehen der Credit Suisse und der Deutschen Bank von 1997 unterschlagen zu haben. Das Zusammenfallen seiner Verhaftung mit seinem – einen Monat zuvor erfolgten – Beitritt zur Opposition nährte den starken Verdacht, dass die Verhaftung aus politischen Gründen erfolgt war. 
Die turkmenischen Offiziellen werfen zudem Orazow vor, gemeinsam mit Boris Orazowiç Şyhmyradow und Nurmuhammed Hanamow in einen Verschwörungsakt gegen den ehemaligen Präsidenten Saparmyrat Ataýewiç Nyýazow verstrickt zu sein. Diese hätten zum Ziel gehabt, im November 2002 die „Verfassungsordnung des Landes zu stürzen“ und die Macht gewaltsam an sich zu reißen.
2001 floh Orazow durch die Karakumwüste ins Ausland.

## Wirken im Exil
Orazow lebt in Schweden und ist Vorsitzender der Exil-Oppositionspartei Vatan. Er sollte nach dem Tod von Diktator Saparmurat Nijasow ("Türkmenbaschi") Präsidentschaftskandidat der Opposition werden, konnte jedoch nicht zur Wahl antreten.